# Honda Integra
De Honda Integra, verkocht in Noord-Amerika als Acura Integra, is een automodel van de Japanse autofabrikant Honda dat geproduceerd werd van 1986 tot en met 2006. Dit model is de opvolger van de Honda Quint als een meer luxe- en sportief-georiënteerde afgeleide van de Honda Civic. De vierde generatie werd in Noord-Amerika verkocht als Acura RSX. Na een afwezigheid van zestien jaar kwam in 2022 de vijfde generatie Integra op de markt.

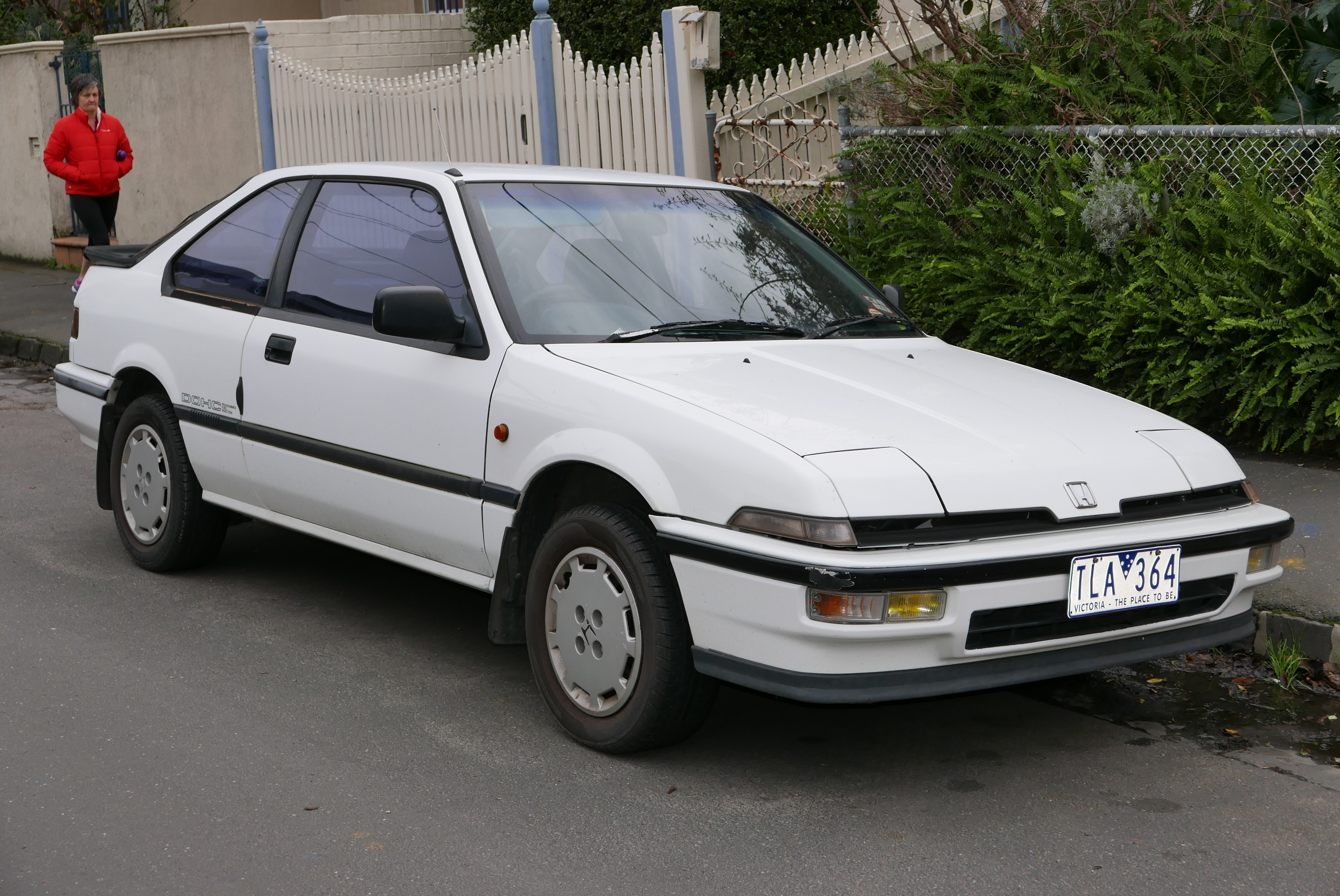
Eerste generatie (1986-1989)
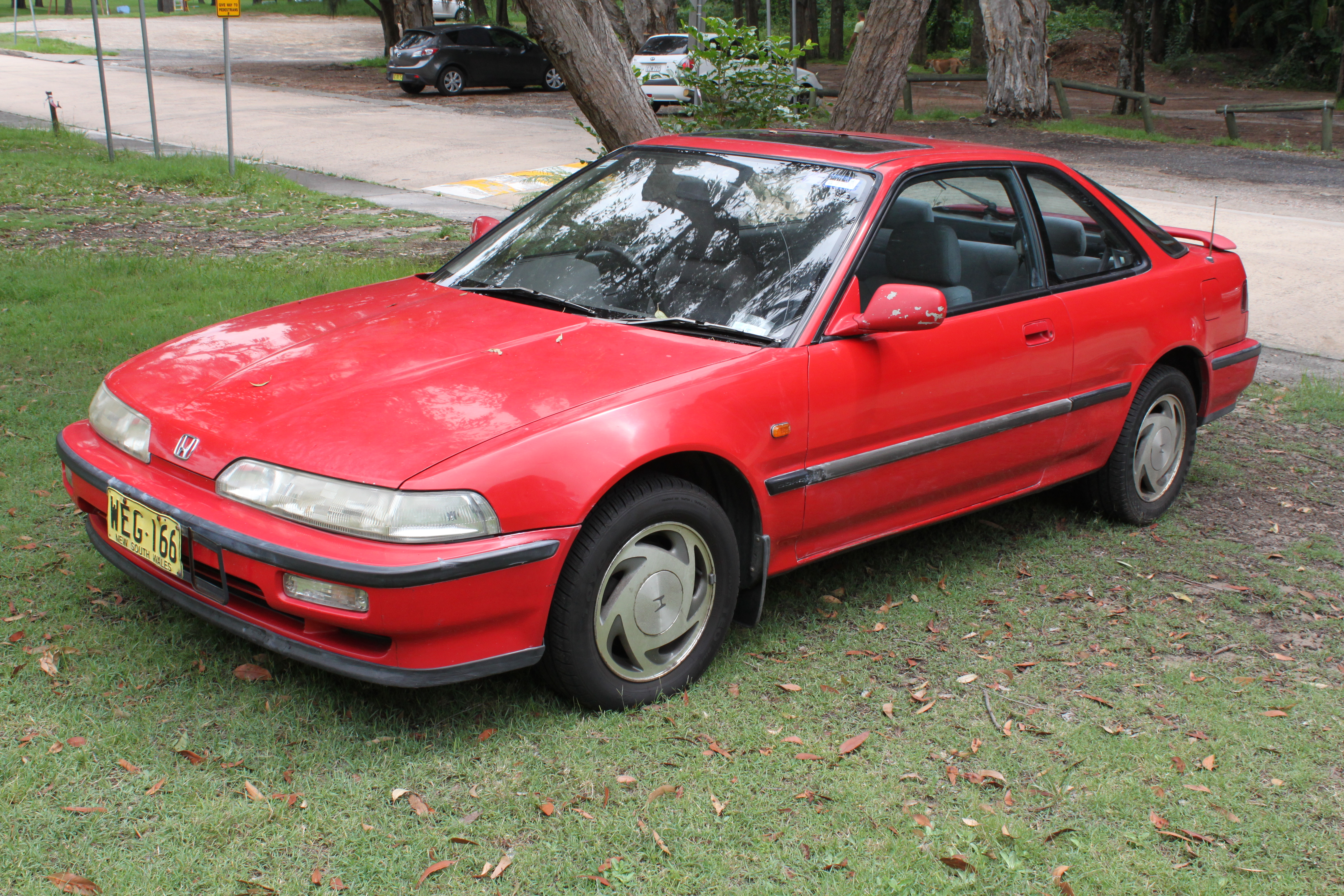
Tweede generatie (1989-1993)
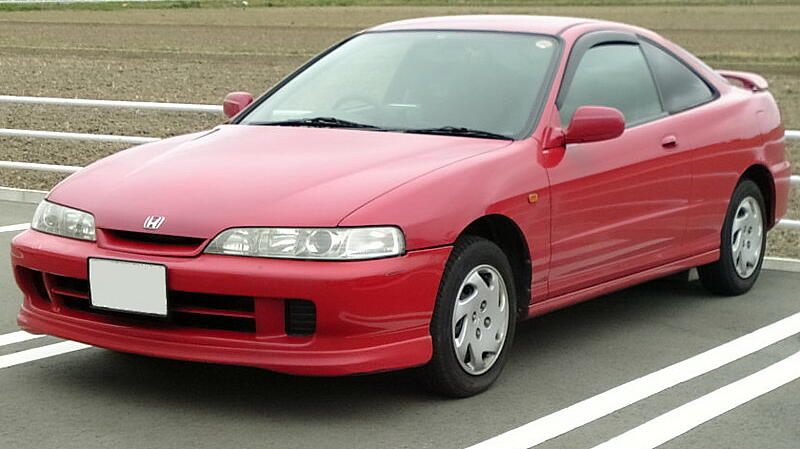
Derde generatie (1993-2001)
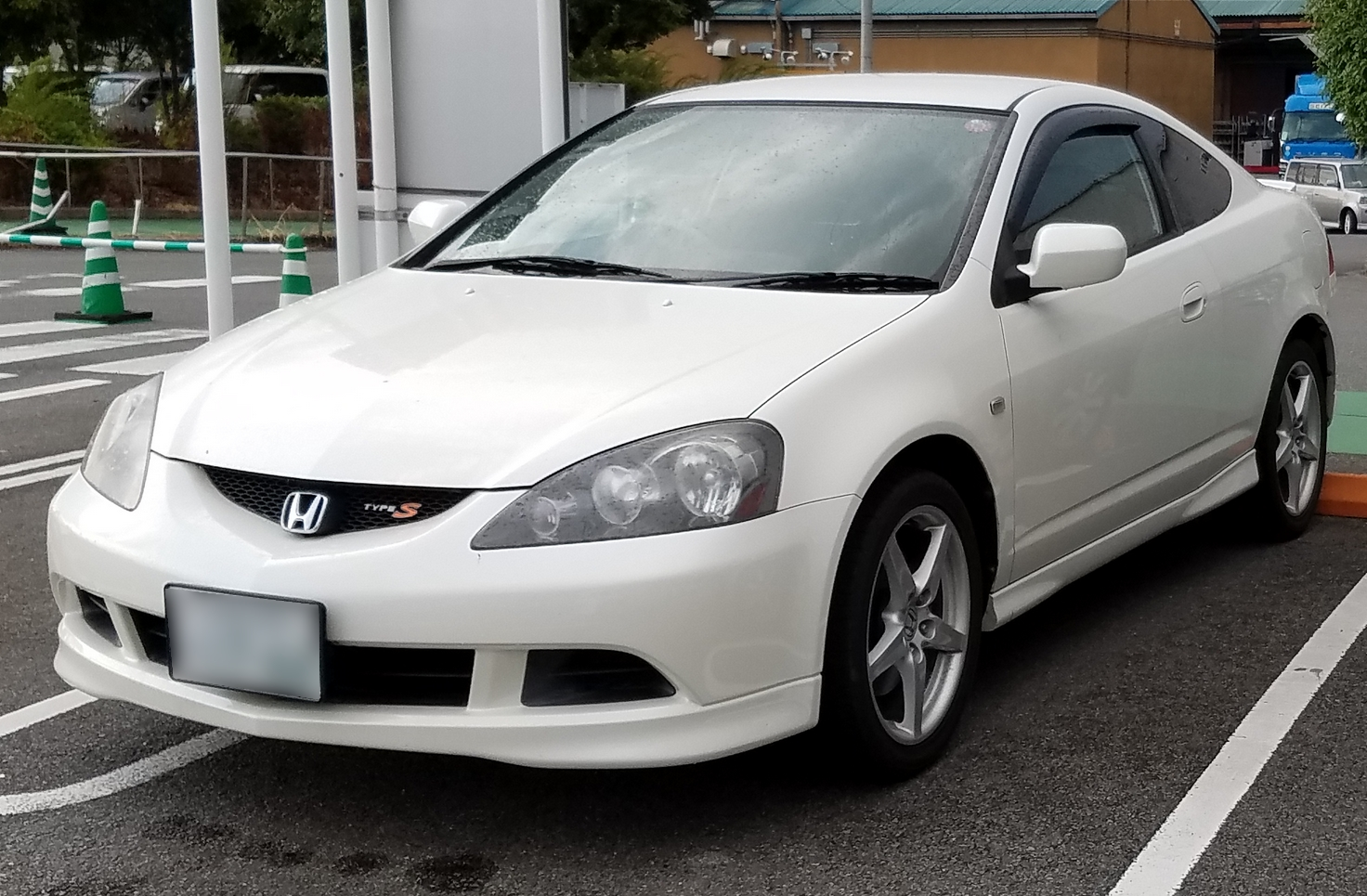
Vierde generatie (2001-2006)
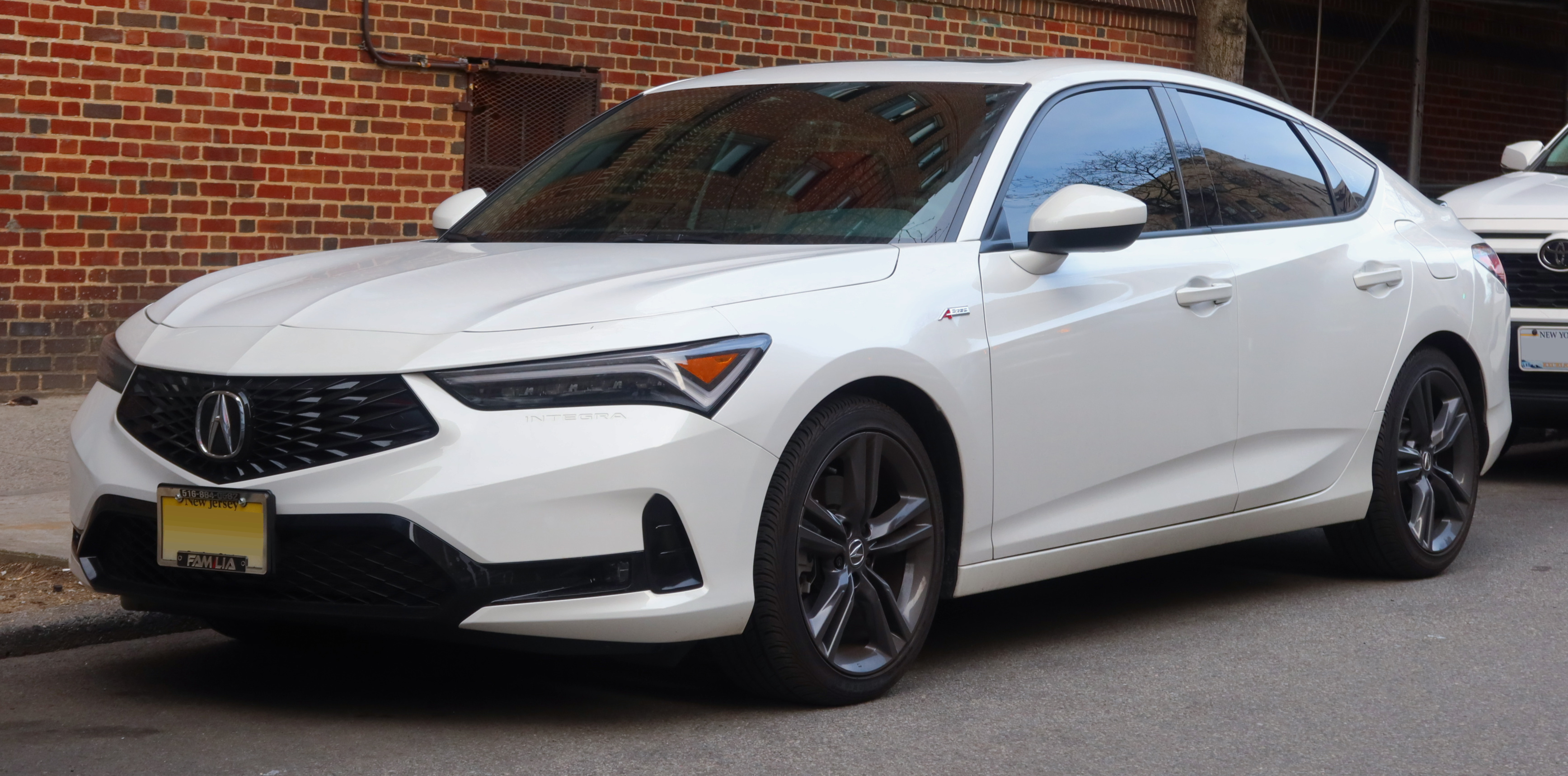
Vijfde generatie (2022-heden)
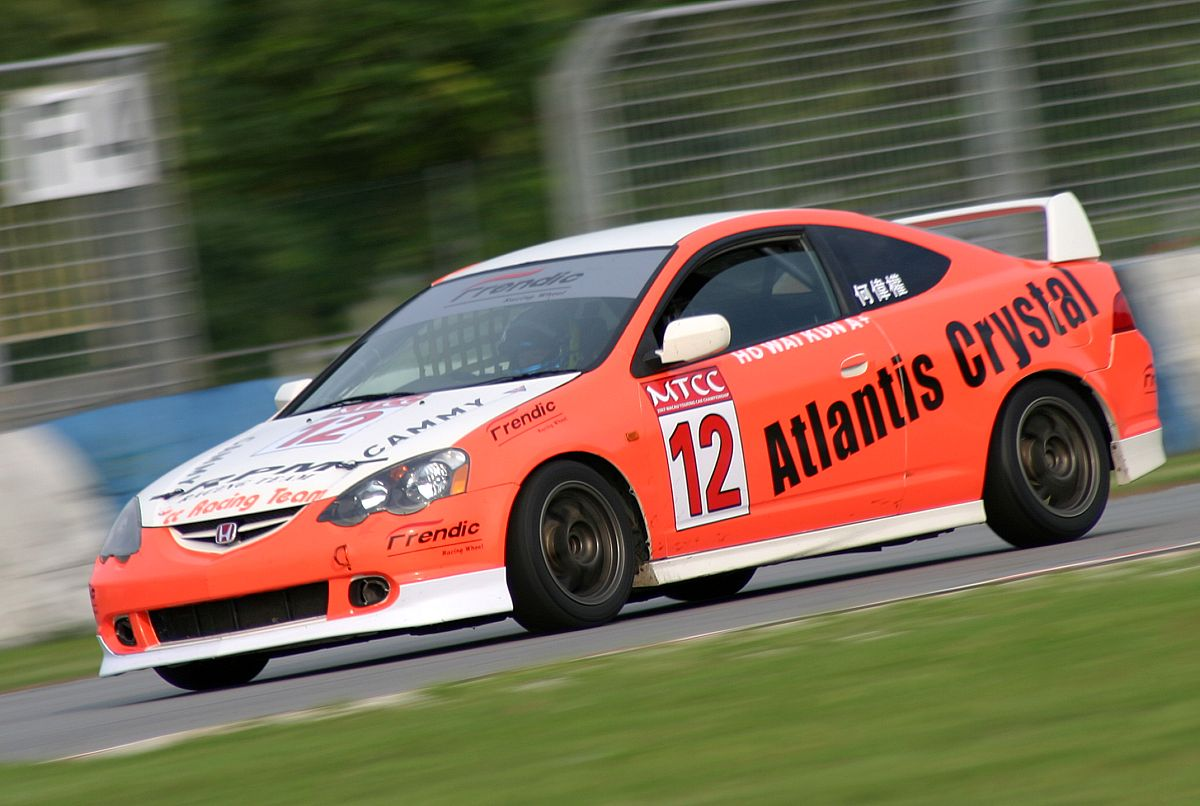
Honda Integra tijdens de Macau Touring Car Championship

Huidige modellen België & Nederland:
Civic ·
CR-V ·
HR-V ·
e ·
Jazz ·
NSX
Overige modellen internationaal:
Life ·
Zest ·
N BOX ·
Acty ·
Vamos ·
Civic Hybrid ·
FCX Clarity ·
Freed ·
Stream ·
StepWGN ·
Odyssey ·
Elysion ·
Crosstour ·
Passport ·
Pilot ·
Ridgeline
Uit productie:
N ·
Z ·
Today ·
That's ·
T ·
TN ·
S ·
Beat ·
Logo ·
Capa ·
Mobilio ·
L ·
S-MX ·
Airwave ·
CRX ·
1300 ·
Quintet ·
Integra ·
Concerto ·
Domani ·
Prelude ·
Ascot ·
Avancier ·
FR-V ·
Shuttle ·
Inspire ·
Legend ·
HR-V ·
Crossroad ·
Element ·
Horizon ·
Tourmaster ·
S2000 ·
NSX